# شیرمال
نان شیرمال نوعی نان است که از آرد گندم و شیر و روغن پخته می‌شود.
نوعی نان شبیه به نان فطیر است که در بسیاری از شهرهای ایران با روشهای متفاوت پخت می‌شود و فارغ از مواد استفاده شده در آشپزی آن اغلب مدور و با قطر کمتر از ۴۰ سانتیمتر و به رنگ قهوه ای تیره است. تفاوت اصلی نان شیرمال با نان فطیر در هر شهرستان استفاده از شیر در تهیه خمیر آن به‌جای آب است. از همین روی بدان نانی گفته می‌شود که با شیر مالش داده شده باشد.
شیرمال سوغات اراک و سمنان است ولی از نان شیرمال به عنوان سوغات بسیاری از شهرهای ایران یاد می‌شود.